# 梅溪镇 (资源县)
梅溪乡，是中华人民共和国广西壮族自治区桂林市资源县下辖的一个乡镇级行政单位。

## 行政区划
梅溪乡下辖以下地区：
梅溪街社区、铜座村、大滩头村、咸水口村、咸水洞村、胡家田村、沙坪村、梅溪村、大坨村、三茶村、茶坪村、坪水底村、戈洞坪村和随滩村。